# 日産モトール・イベリカ
日産モトール・イベリカ会社 (Nissan Motor Iberica, S.A., NMISA) は、スペインバルセロナに本拠地を置く、日産自動車の欧州におけるグループ企業である。現在は欧州日産の各種部品生産を行っている。
前身のモトール・イベリカは1920年フォード・モーター社の子会社として設立され、商用車を生産していた。その後スペイン内戦により工場閉鎖となり、フォードの撤退により1956年、地場資本のトラックメーカーとして再スタートした。そして1967年、アメリカ合衆国のトラクターメーカー「マッセイ・ファーガソン」が資本参加したが1980年に撤退。その資本を日産が買い取り資本比率を上げて、1983年1月に現在の名に改められた。
もともとトラックメーカーだったことから開発機能も持っており、生産されている大型トラックはこの会社のオリジナルである。
2002年9月からはルノーおよびオペルのX83型小型商用車（トラフィック/ヴィヴァーロ）の生産を開始した。
2014年10月に日本市場で発表されたe-NV200はモトールイベリカ製が輸入される。
2020年5月28日、日産自動車は需要の落ち込みに加え、2019新型コロナウイルス感染拡大の影響から赤字幅が拡大したことを理由にバルセロナの工場を閉鎖することを発表した。アヴィラとカンタブリア工場での部品生産は継続している。

## 過去の生産拠点/生産車種
- テラノ（日本ではミストラルとして輸入）
- アトレオン
- アルメーラ
- パトロール

### ソナフランカ工場
- パスファインダー
- ナバラ
- プリマスター（ルノー・トラフィック、オペル・ヴィヴァーロ）
- NV200/e-NV200
- ティーノ

### アヴィラ工場
- キャブスター